# Bourdelles
Bourdelles egy francia település Gironde megyében az Aquitania régióban. Lakosainak száma 99 fő (2022. január 1.).

## Közigazgatás
Polgármester:
- 2008–2020 Christian Bouin (2008-tól, majd 2014-ben ismét megválasztották)

## Demográfia
| Lakosok száma | 232  | 159  | 119  | 121  | 107  | 98   | 93   | 90   | 93   | 99   |
|               | 1968 | 1982 | 1990 | 2006 | 2013 | 2015 | 2017 | 2019 | 2020 | 2022 |

## Látnivalók
- Saint-Seurin templom

### Galéria

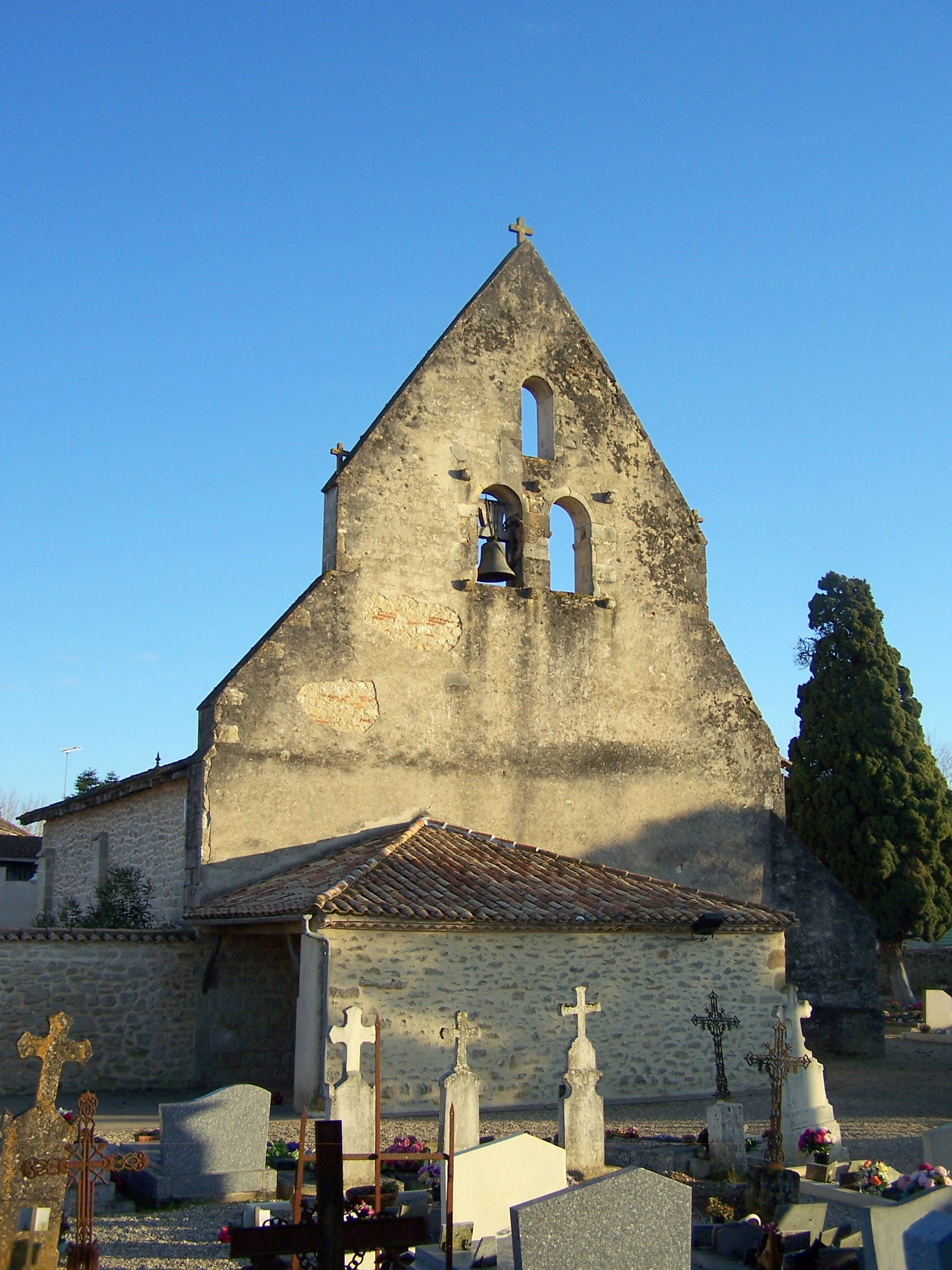
Saint-Seurin (2010)
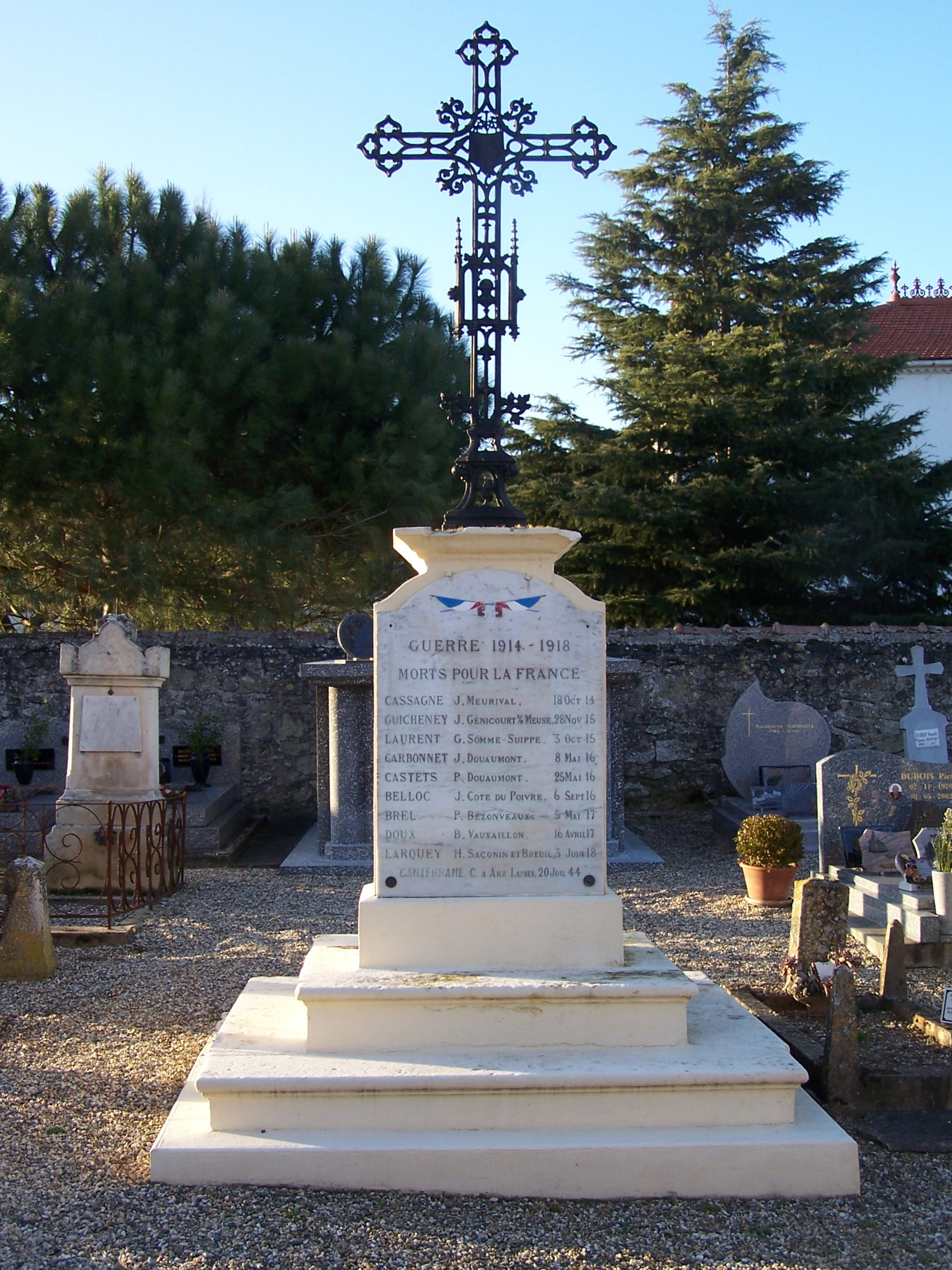
Emlékmű (2010)
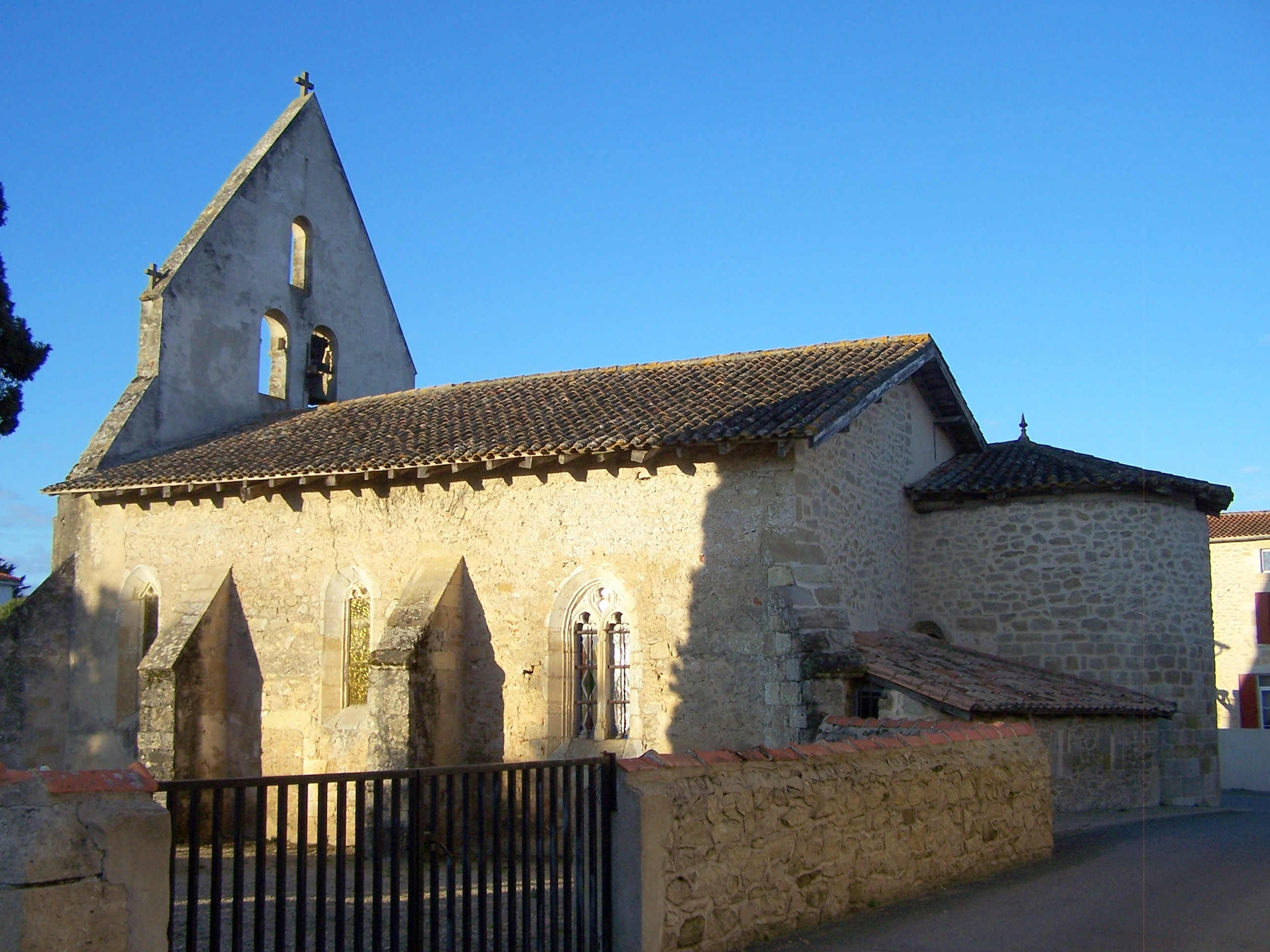
Saint-Seurin (2010)